# ایتالیا در المپیک تابستانی ۲۰۲۴

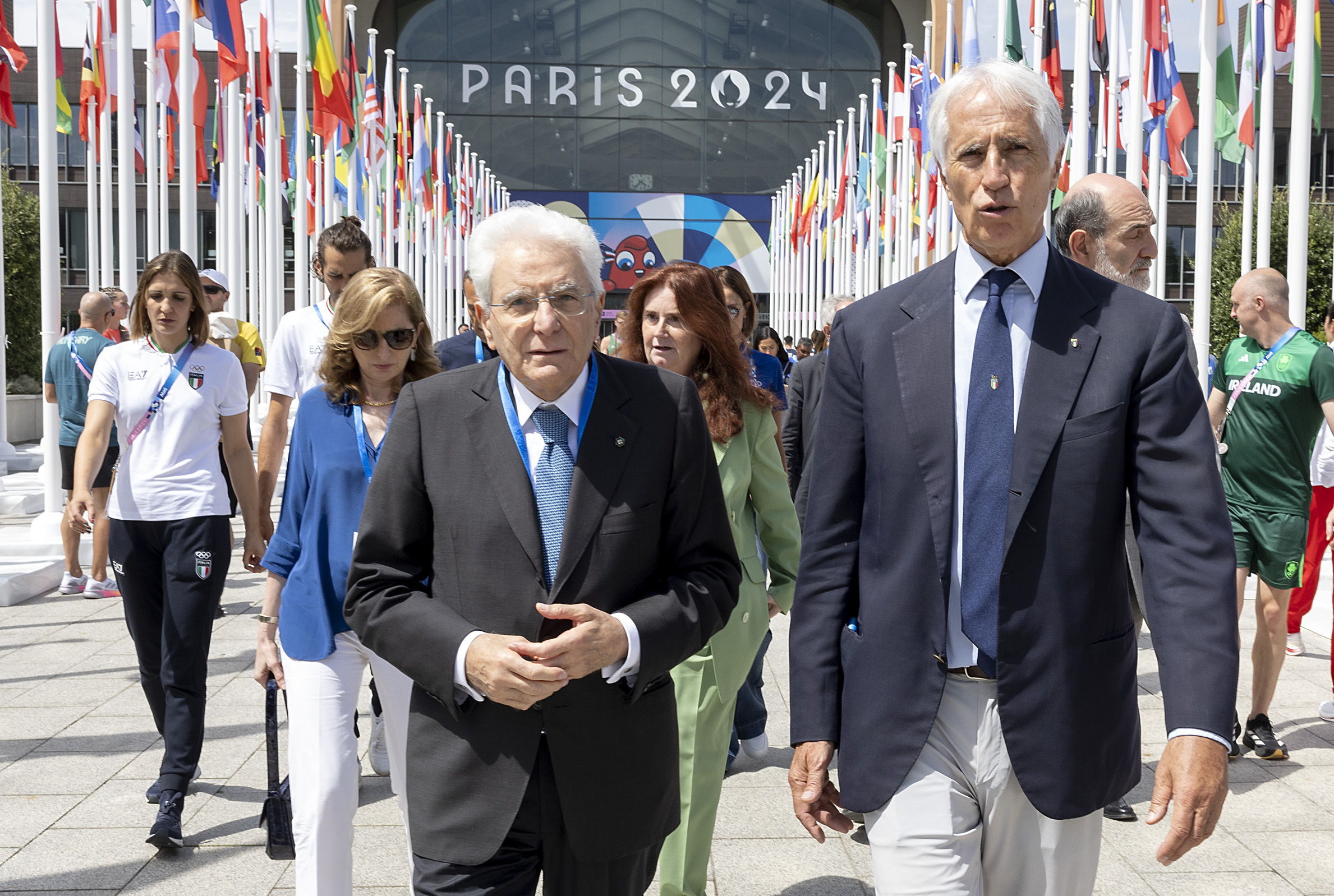
رئیس‌جمهور ایتالیا ماتارلا و رئیس کمیته ملی المپیک ایتالیا مالاگو در پاریس ۲۰۲۴

کاروان المپیکی ایتالیا، یکی از کاروان‌های شرکت‌کننده در بازی‌های المپیک تابستانی ۲۰۲۴ بود. این دوره از بازی‌ها، از ۲۶ ژوئیه تا ۱۱ اوت ۲۰۲۴ (۵ تا ۲۱ امرداد ۱۴۰۳ خورشیدی) به میزبانی پاریس، پایتخت فرانسه برگزار شد. کاروان المپیکی ایتالیا در تمامی ادوار مدرن بازی‌های المپیک به استثنای المپیک ۱۹۰۴ که ممکن است یک ایتالیایی در آن شرکت کرده باشد (یا نه)، شرکت کرده‌اند.
پرچمدار ایتالیا در آیین گشایش این دوره از بازی‌ها، جیانمارکو تمبری و آریانا اریگو بودند. در آیین پایانی نیز گرگوریو پالترینیری و روسلا فیامینگو بودند.

## مدال‌آوران
| مدال | ورزشکار | ورزش             | رویداد                           | تاریخ    |
| ---- | --- | ---------------- | -------------------------------- | -------- |
| طلا  | نیکولو مارتیننگی | شنا              | ۱۰۰ متر قورباغه مردان            | ۲۹ ژوئیه |
| طلا  | توماس چکون | شنا              | ۱۰۰ متر کرال‌پشت مردان            | ۲۹ ژوئیه |
| طلا  | روسلا فیامینگو مارا ناواریا آلبرتا سانتوچو جولیا ریتسی | شمشیربازی        | تیم اپه زنان                     | ۳۰ ژوئیه |
| طلا  | جووانی ده جنارو | قایقرانی         | کایاک یک‌نفره اسلالوم مردان       | ۱ اوت    |
| طلا  | الیچه بلاندی | جودو             | ۷۸ کیلوگرم زنان                  | ۱ اوت    |
| طلا  | مارتا ماجتی | قایقرانی بادبانی | IQFoil زنان                      | ۳ اوت    |
| طلا  | سارا ارانی جازمین پائولینی | تنیس             | دوبل زنان                        | ۴ اوت    |
| طلا  | آلیس داماتو | ژیمناستیک        | تیم بالانس زنان                  | ۵ اوت    |
| طلا  | گابریله روزتی دیانا باکاسی | تیراندازی        | اسکیت تیمی مختلط                 | ۵ اوت    |
| طلا  | روجرو تیتا کاترینا بانتی | قایقرانی بادبانی | ناکرا ۱۷ مختلط                   | ۸ اوت    |
| طلا  | کلر کانسونی ویتوریا گواتزینی | دوچرخه‌سواری      | امدادی (مدیسون) زنان             | ۹ اوت    |
| طلا  | تیم ملی والیبال زنان ایتالیا - اکاترینا آنتروپوا - کاترینا بوزتی - کارلوتا کامبی - آنا دانسی - مونیکا دجنارو - پائولا اگونو - سارا لوئیزا فار - گایا جووانینی - مارینا لوبیان - لووت اومورویی - السیو اورو - میریام سیلا - ایلاریا اسپیریتو | والیبال          | مسابقات زنان                     | ۱۱ اوت   |
| نقره | فیلیپو گانا | دوچرخه‌سواری      | تایم تریل جاده مردان             | ۲۷ ژوئیه |
| نقره | فدریکو نیلو مالدینی | تیراندازی        | تپانچه بادی ۱۰ متر مردان         | ۲۸ ژوئیه |
| نقره | فیلیپو ماکی | شمشیربازی        | فویله مردان                      | ۲۹ ژوئیه |
| نقره | آنجلا آندرئولی آلیس داماتو مانیلا اسپوسیتو الیسا یوریو جورجیا ویلا | ژیمناستیک        | هنری سراسری تیمی زنان            | ۳۰ ژوئیه |
| نقره | لوکا کیومنتو لوکا رامبالدی جاکومو جنتیلی آندره‌آ پانیتزا | روئینگ           | اسکال چهارنفره مردان             | ۳۱ ژوئیه |
| نقره | سیلوانا استانکو | تیراندازی        | تراپ زنان                        | ۳۱ ژوئیه |
| نقره | آریانا اریگو فرانچسکا پالومبو مارتینا فاوارتو آلیچه وولپی | شمشیربازی        | فویله تیمی زنان                  | ۱ اوت    |
| نقره | استفانو اوپو گابریل سوارس | روئینگ           | اسکال دونفره مردان               | ۲ اوت    |
| نقره | گرگوریو پالترینیری | شنا              | ۱۵۰۰ متر آزاد مردان              | ۴ اوت    |
| نقره | گیوم بیانکی آلسیو فوکونی فیلیپو ماکی توماسو مارینی | شمشیربازی        | فویله تیمی مردان                 | ۴ اوت    |
| نقره | گابریله کاسادی کارلو تاکینی | قایقرانی         | کانو دونفره ۵۰۰ متر مردان        | ۸ اوت    |
| نقره | نادیا باتوکلتی | دو و میدانی      | ۱۰٬۰۰۰ متر زنان                  | ۹ اوت    |
| نقره | سیمون کونسونی الیا ویوانی | دوچرخه‌سواری      | امدادی (مدیسون) مردان            | ۱۰ اوت   |
| برنز | لوئیجی سامله | شمشیربازی        | سابر مردان                       | ۲۷ ژوئیه |
| برنز | آلساندرو میرسی توماس چکون پائولو کونته بونین مانوئل فریگو لئوناردو دپلانو لورنتسو زاتزری | شنا              | امدادی ۱۰۰ متر ۴ نفره آزاد مردان | ۷ ژوئیه  |
| برنز | پائولو مونا | تیراندازی        | تپانچه بادی ۱۰ متر مردان         | ۲۸ ژوئیه |
| برنز | گرگوریو پالترینیری | شنا              | ۸۰۰ متر آزاد مردان               | ۳۰ ژوئیه |
| برنز | لورنتسو موستی | تنیس             | انفرادی مردان                    | ۳ اوت    |
| برنز | مانیلا اسپوسیتو | ژیمناستیک        | بالانس تیمی زنان                 | ۵ اوت    |
| برنز | ماتیا فورلانی | دو و میدانی      | پرش طول مردان                    | ۶ اوت    |
| برنز | سیمون کونسونی فیلیپو گانا فرانچسکو لامون جوناتان میلان | دوچرخه‌سواری      | پرسویت تیمی مردان                | ۷ اوت    |
| برنز | جینورا تادئوچی | شنا              | ۱۰ کیلومتر آب‌های آزاد زنان       | ۸ اوت    |
| برنز | آنتونینو پیتزولاتو | وزنه‌برداری       | ۸۹ کیلوگرم مردان                 | ۹ اوت    |
| برنز | سوفیا رافائلی | ژیمناستیک        | ریتمیک زنان سراسری انفرادی       | ۹ اوت    |
| برنز | سیمون آلسیو | تکواندو          | ۸۰ کیلوگرم مردان                 | ۹ اوت    |
| برنز | اندی دیاز | دو و میدانی      | پرش سه‌گام مردان                  | ۹ اوت    |
| برنز | مارتینا چنتوفانتی آنیسه دورانتی آلیسا مائورلی دنیلا موگوریان لاورا پاریس | ژیمناستیک        | ریتمیک تیمی سراسری زنان          | ۱۰ اوت   |
| برنز | جورجو مالان | پنج‌گانه مدرن     | انفرادی مردان                    | ۱۰ اوت   |

## شرکت‌کنندگان
در جدول زیر،‌ شمار ورزشکاران این کاروان در این دوره از المپیک آورده شده است.
| ورزش              | مردان | زنان | کل  |
| ----------------- | ----- | ---- | --- |
| تیراندازی با کمان | ۳     | ۱    | ۴   |
| شنای موزون        | ۰     | ۹    | ۹   |
| دو و میدانی       | ۴۲    | ۴۰   | ۸۲  |
| بدمینتون          | ۱     | ۰    | ۱   |
| بوکس              | ۳     | ۵    | ۸   |
| رقص بریک          | ۰     | ۱    | ۱   |
| قایقرانی          | ۵     | ۲    | ۷   |
| دوچرخه‌سواری       | ۱۲    | ۱۳   | ۲۵  |
| شیرجه             | ۴     | ۴    | ۸   |
| سوارکاری          | ۴     | ۱    | ۵   |
| شمشیربازی         | ۱۲    | ۱۲   | ۲۴  |
| گلف               | ۲     | ۱    | ۳   |
| ژیمناستیک         | ۵     | ۱۲   | ۱۷  |
| جودو              | ۶     | ۷    | ۱۳  |
| پنج‌گانه مدرن      | ۲     | ۲    | ۴   |
| روئینگ            | ۲۵    | ۱۲   | ۳۷  |
| قایقرانی بادبانی  | ۵     | ۷    | ۱۲  |
| تیراندازی         | ۱۰    | ۵    | ۱۵  |
| اسکیت‌برد          | ۲     | ۰    | ۲   |
| سنگ‌نوردی          | ۱     | ۳    | ۴   |
| موج‌سواری          | ۱     | ۰    | ۱   |
| شنا               | ۲۲    | ۱۸   | ۴۰  |
| تنیس روی میز      | ۰     | ۲    | ۲   |
| تکواندو           | ۲     | ۱    | ۳   |
| تنیس              | ۵     | ۴    | ۹   |
| سه‌گانه            | ۲     | ۳    | ۵   |
| والیبال           | ۱۷    | ۱۵   | ۳۲  |
| واترپلو           | ۱۳    | ۱۳   | ۲۶  |
| وزنه‌برداری        | ۲     | ۱    | ۳   |
| کشتی              | ۱     | ۱    | ۲   |
| کل                | ۲۰۸   | ۱۹۴  | ۴۰۲ |